# Limited Tour '25
Limited Tour '25 es un tour de la banda de hard rock Lordi, que comenzó el 21 de marzo de 2025. La gira solamente contempló países de Europa, terminando en Lituania el 21 de octubre de 2025.

## Gira
- 21 de marzo - Tampere, Finlandia
- 22 de marzo - Helsinki, Finlandia
- 25 de marzo - Varsovia, Polonia
- 26 de marzo - Gdansk, Polonia
- 28 de marzo - Amstelveen, Países Bajos
- 29 de marzo - Drachten, Países Bajos
- 30 de marzo - Sittard, Países Bajos
- 2 de abril - Wolverhampton, Reino Unido
- 3 de abril - Newcastle, Reino Unido
- 5 de abril - Mánchester, Reino Unido
- 6 de abril - Glasgow, Reino Unido
- 8 de abril - Londres, Reino Unido
- 9 de abril - Bristol, Reino Unido
- 11 de abril - Savigny-le-Temple, Francia
- 12 de abril - Saint-Lô, Francia
- 13 de abril - Sint-Niklaas, Bélgica
- 15 de abril - Lyon, Francia
- 16 de abril - Estrasburgo, Francia
- 17 de abril - Montbéliard, Francia
- 24 de septiembre - Hamburgo, Alemania
- 26 de septiembre - Regensburg, Alemania
- 27 de septiembre - Nürnberg, Alemania
- 28 de septiembre - Villingen-Schwenningen, Alemania
- 30 de septiembre - Múnich, Alemania
- 2 de octubre - Leipzig, Alemania
- 3 de octubre - Naila, Alemania
- 4 de octubre - Memmingen, Alemania
- 5 de octubre - Oberhausen, Alemania
- 8 de octubre - Barcelona, España
- 9 de octubre - Murcia, España
- 10 de octubre - Madrid, España
- 11 de octubre - Pamplona, España
- 14 de octubre - Mannheim, Alemania
- 16 de octubre - Berlín, Alemania
- 17 de octubre - Wilhelmshaven, Alemania
- 18 de octubre - Osnabrück, Alemania
- 19 de octubre - Weert, Países Bajos
- 21 de octubre - Vilna, Lituania